# 예산군의 향토유적
예산군의 향토유적은 다음 각 호에 해당하는 것을 말한다.
1. 「문화재보호법」과 「충청남도 지정 문화재보호 조례」에 따라 지정되지 아니한 것으로서 향토의 역사상, 예술상, 학술상 가치가 있는 것과 이에 준하는 자료
2. 향후 문화재로서 보존 가치가 있을 것으로 기대되는 유적
3. 향토, 문화, 토속, 풍속을 연구하는 데 필요한 자료

## 참고 문헌
- 예산군 홈페이지 - 고시/공고